# Anna di Sassonia (1420-1462)
Anna di Sassonia (5 giugno 1420 – Spangenberg, 17 settembre 1462) è stata una principessa tedesca e langravia consorte d'Assia.

## Biografia
Era la figlia maggiore di Federico I di Sassonia, e di sua moglie, Caterina di Braunschweig-Lüneburg, figlia di Enrico di Brunswick-Lüneburg.

## Matrimonio
Sposò, l'8 settembre 1433 a Kassel, il langravio Luigi I d'Assia. Il loro fidanzamento era stato annunciato in occasione del trattato di successione tra le due case, nel 1431, a Rotenburg an der Fulda. Attraverso questo matrimonio, Luigi ha aumentato considerevolmente il suo territorio.
Ebbero cinque figli:
- Luigi II (1438-1471), langravio di Assia
- Enrico III (1440-1483), langravio di Assia-Marburg
- Ermanno (1449-1508), arcivescovo di Colonia
- Elisabetta (1453-1489), sposò il conte Giovanni III di Nassau-Weilburg (1441-1480)
- Federico (1458-1463)

## Morte
Morì il 17 settembre 1462, all'età di 42 anni.